# کالدرکروکس
کالدرکروکس (به انگلیسی: Caldercruix) یک روستا در بریتانیا است که در لانارکشر شمالی واقع شده‌است. کالدرکروکس ۲٬۴۴۰ نفر جمعیت دارد.